# Fredericka Douglass Sprague Perry
Pour les articles homonymes, voir Douglass et Perry.
Fredericka Douglass Sprague Perry (1872 - 23 octobre 1943) était une philanthrope et activiste américaine. Perry a fondé la Colored Big Sister Home for Girls en 1934 à Kansas City, dans le Missouri. Avec son mari, James E. Perry, elle œuvra pour fournir des meilleurs soins de santé aux enfants afro-américains.

## Enfance et éducation
Fredericka Douglass Sprague Perry est née à Rochester, à New York , en 1872,. Elle est la fille de Rosetta Douglass et la petite-fille de Frederick Douglass. Elle est le cinquième des sept enfants de Rosetta Douglass Sprague et de Nathan Sprague. Elle a fréquenté l'école publique à Washington, DC, puis le Mechanics Institute à Rochester, à New York. 

## Carrière
En 1906, elle s'installe dans le Missouri, où elle enseigne l'économie domestique à la Lincoln University de Jefferson City,. En 1910, le Dr Perry fonda le Wheatley Provident Hospital (anciennement le Perry Sanitarium), le premier hôpital privé pour les Noirs à Kansas City. 
Perry s'est impliquée dans le mouvement des clubs de femmes afro-américaines. Perry avait été une assistante judiciaire pour mineurs, et elle était particulièrement préoccupée par la nécessité de remédier aux mauvais traitements infligés aux enfants adolescents de couleur et dépendants, qui étaient souvent placés dans un établissement public pour mineurs délinquants jusqu'à leur majorité. En 1923, elle a initié la formation de la Missouri State Association of Colored Girls, parrainée par la Senior Women's Association ; Kansas City était l'une des premières villes à avoir un tel groupe. 
En 1934, avec l'aide du club de la Fédération des Femmes de Couleur de Kansas City, elle fonda le Colored Big Sister Home for Girls,. Fredericka a également été présidente de la National Association of Colored Girls (Association nationale des femmes de couleur). Elle a composé les paroles de l'hymne officiel Show Me ; et de la devise « Learning As We Climb » pour la Missouri State Association of Colored Girls (Association des femmes de couleur de l'état du Missouri). 
Perry a également aidé à fonder la Civic Protective Association (Association de protection civique) à Kansas City. Elle a été administratrice de la Frederick Douglass Memorial and Historical Association et a été membre de la John Brown Memorial Association. 

## Vie privée
En 1912, elle épouse le Dr James E. Perry, avec qui elle a un fils. Perry est décédée le 23 octobre 1943 à l'hôpital Wheatley-Provident de Kansas City, dans le Missouri. 